# Cristești (Mureș)
Cristeşti (Hongaars: Maroskeresztúr) is een comună in het district Mureș, Transsylvanië, Roemenië. Het is opgebouwd uit twee dorpen, namelijk Cristeşti en Vălureni (Hongaars: Székelykakasd).
De comună grenst aan de hoofdstad van Mureș, namelijk Târgu Mureș.

## Demografie
Cristeşti telde in 2002 zo'n 5.591 inwoners, in 2007 waren dit er 5.762. De bevolking steeg dus met zo'n 171 inwoners (+3,1%) in vijf jaar tijd. Van deze 5.762 inwoners waren er zo'n 2.852 (49,5%) Roemenen en 2.495 (43,3%) Hongaren.
Tijdens de volkstelling van 2011 was de bevolking door de suburbanisatie vanuit Târgu Mureș opnieuw gestegen, er waren toen 5824 inwoners waaronder 2465 Roemenen, 2512 Hongaren en 599 Roma. Met 43,1% van de bevolking vormen de Hongaren een relatieve meerderheid gevolgd door de Roemenen met 42,3% van de bevolking en de Roma met 10,3% van de bevolking.

## Galerij

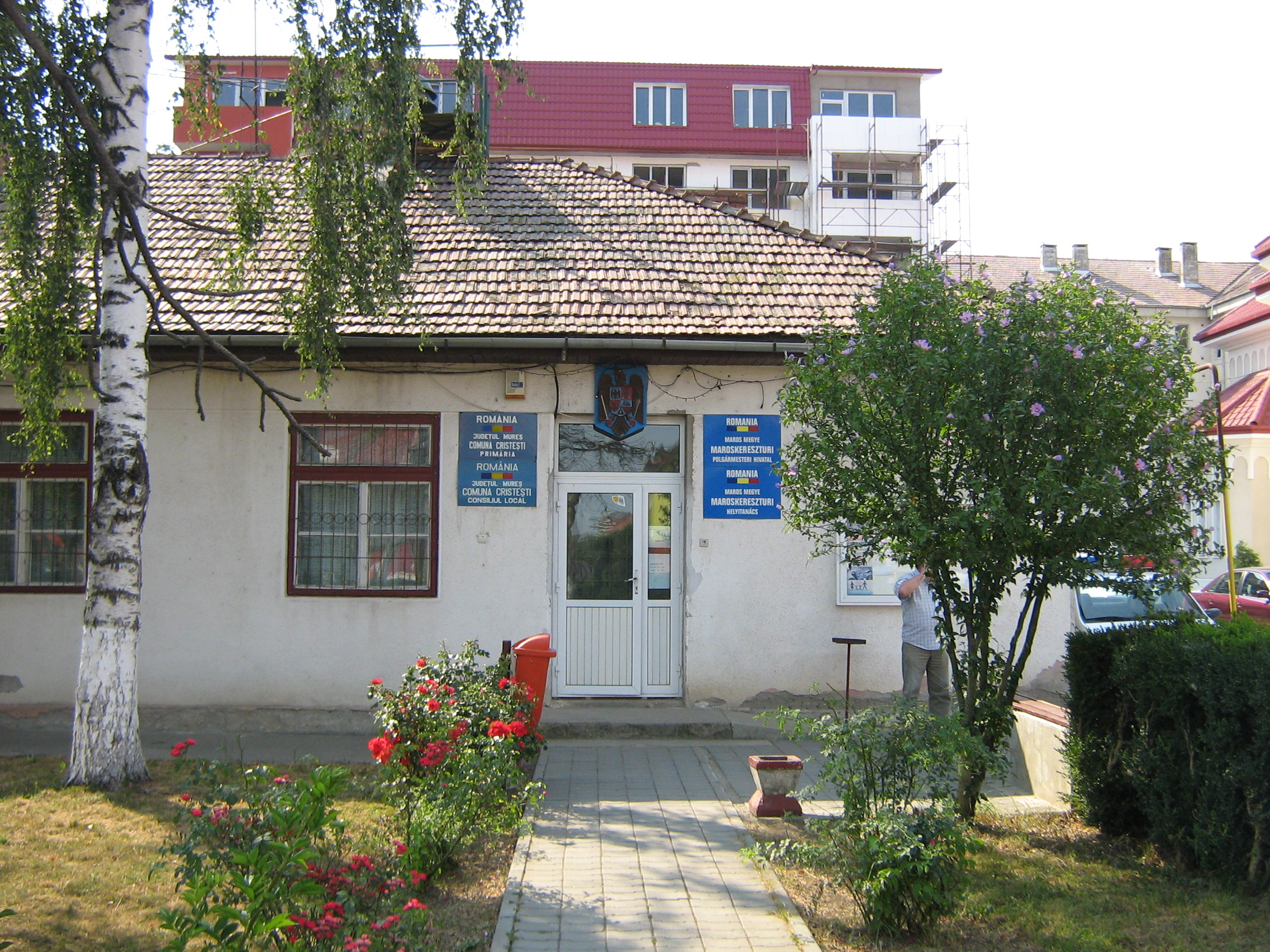
Gemeentehuis van Cristeşti
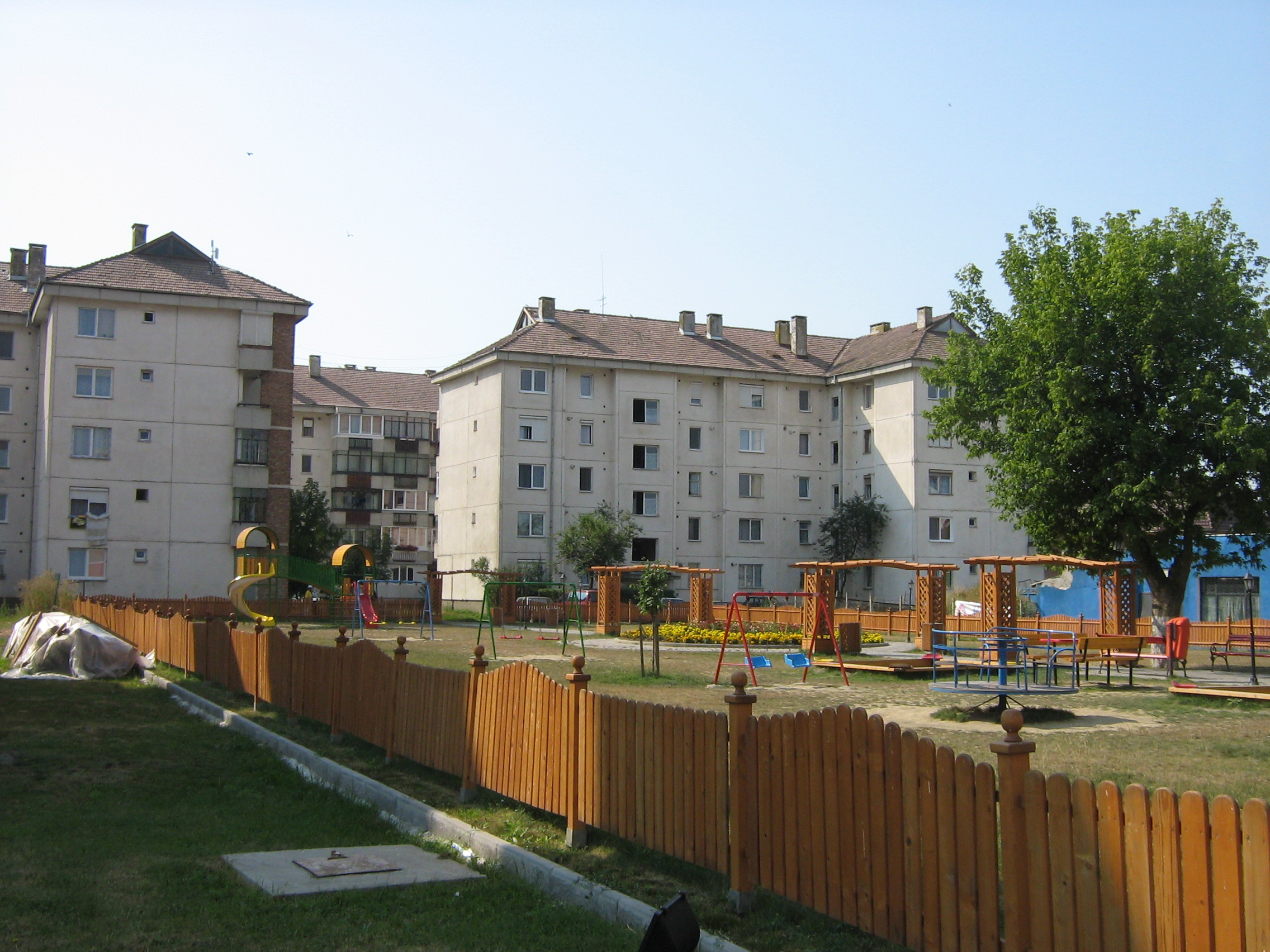
Enkele appartementsblokken met een speeltuin erbij
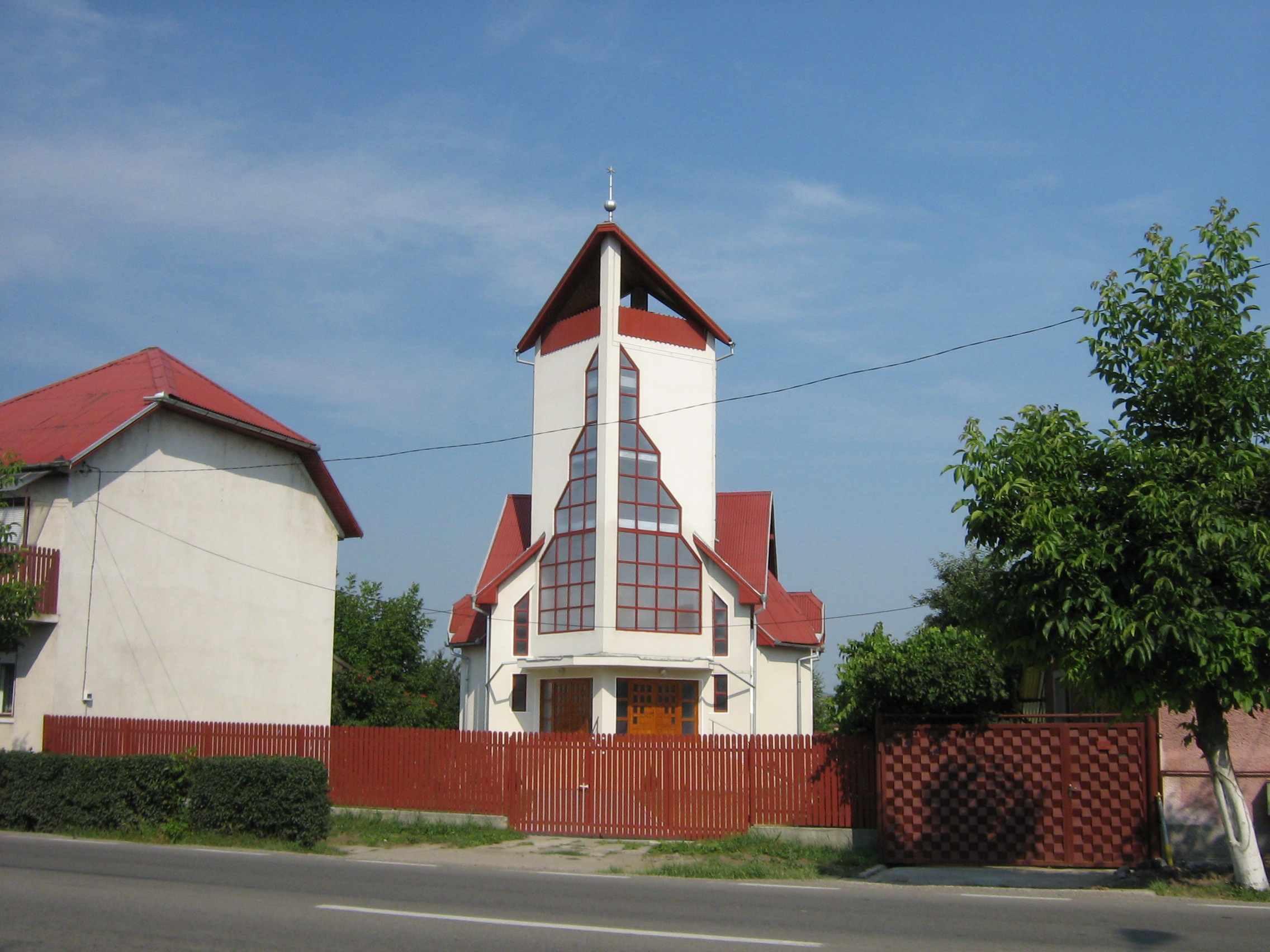
Hervormde kerk van Cristeşti
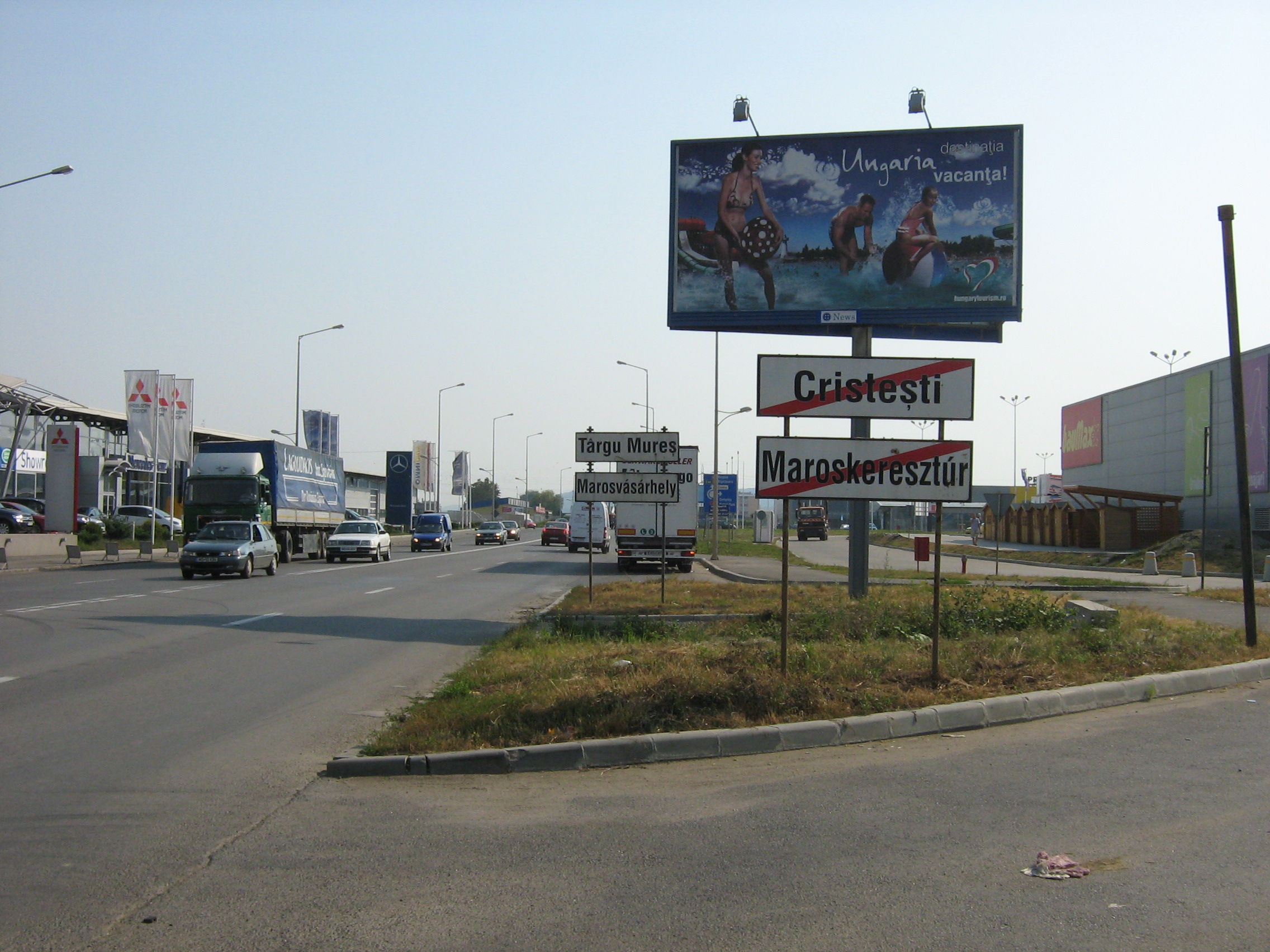
Grens van Cristeşti met districtshoofdstad Târgu Mureș, te midden van een bedrijfszone